# Санкт-Петербургский уезд

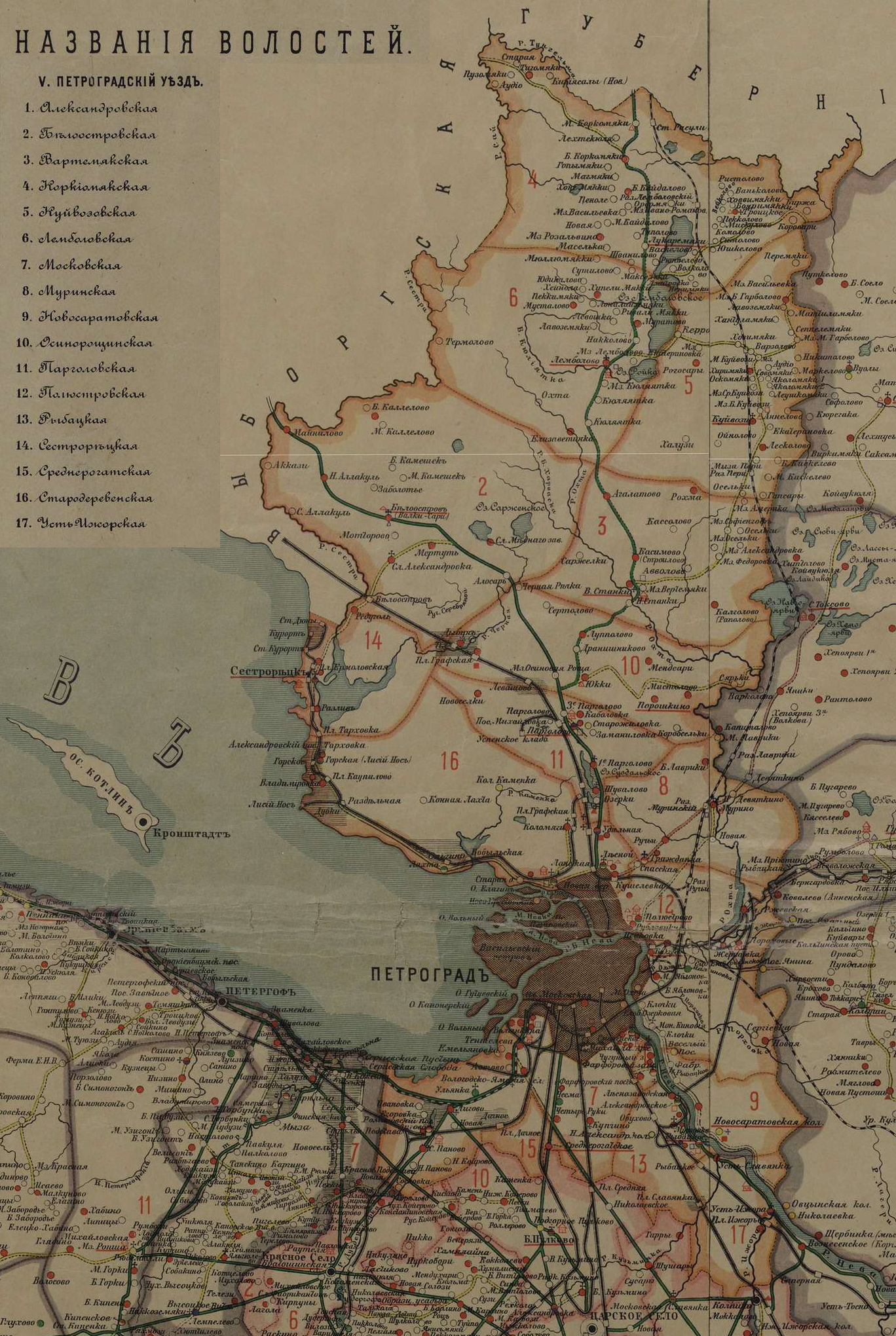
Разделение Петроградского уезда на волости (с карты Петроградской губернии 1916 года).

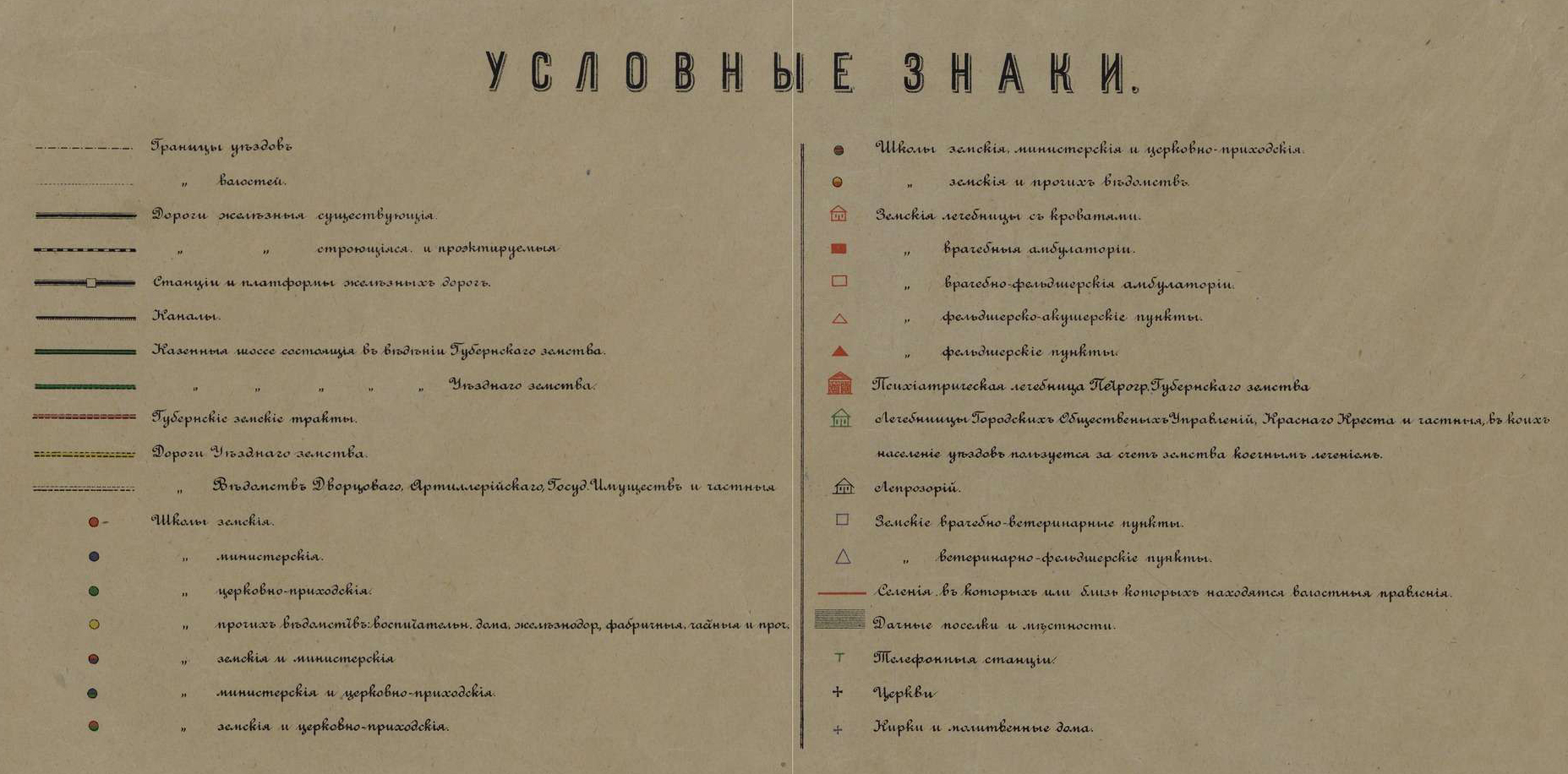
Условные знаки к карте Петроградской губернии 1916 года.

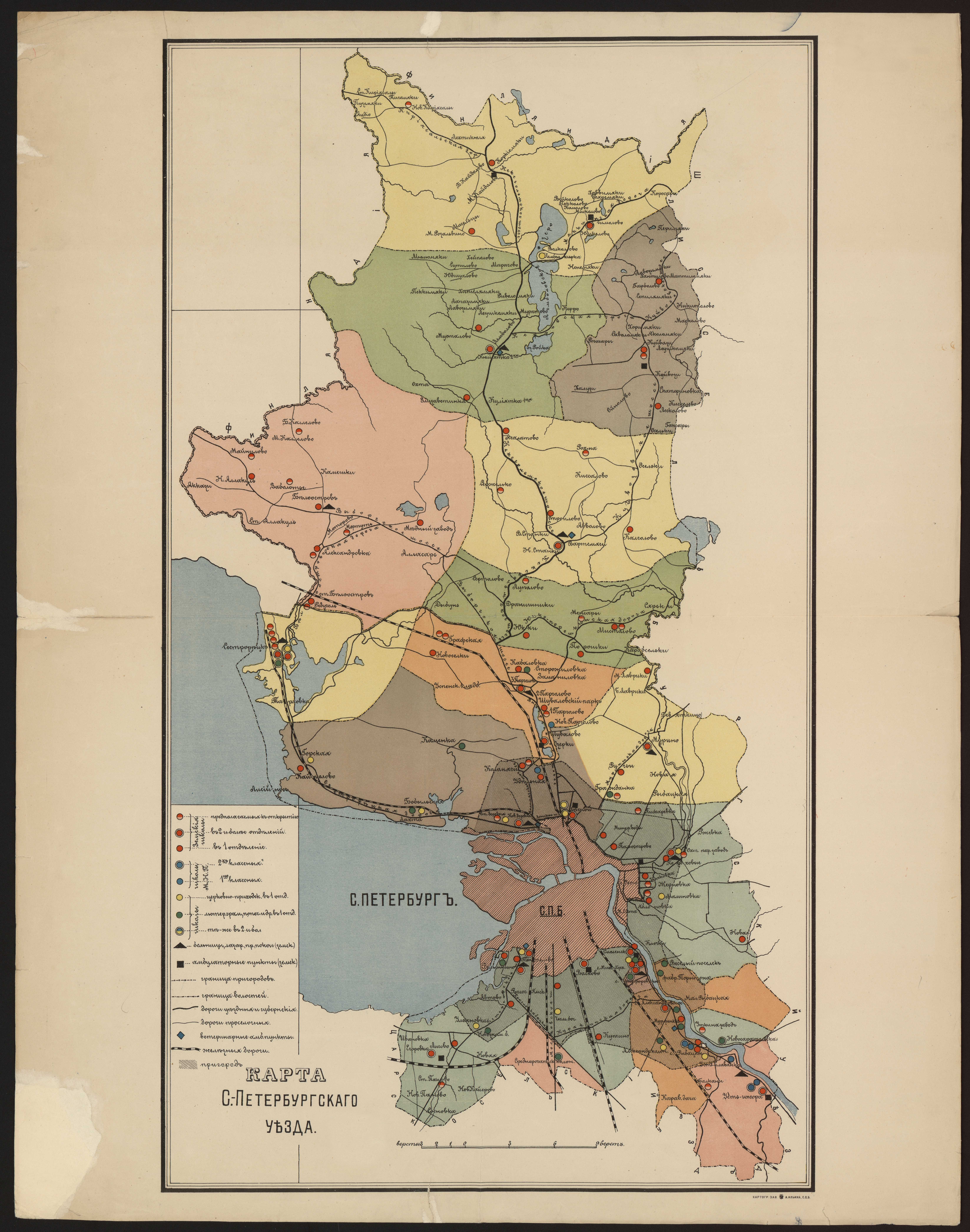
Карта Санкт-Петербургского уезда начала XX в.

Санкт-Петербу́ргский уе́зд (с 1914 по 1924 год — Петрогра́дский, с 1924 по 1927 год — Ленингра́дский) — административно-территориальная единица в Санкт-Петербургской/Петроградской губернии Российской империи, Петроградской губернии Российской республики и Петроградской/Ленинградской губернии РСФСР, существовавшая в 1727—1927 годах.
Упразднён в контексте общей реформы территориального устройства СССР с переходом от иерархии «губерния — уезд — волость» к схеме «область — район — сельсовет». При этом составляющие его волости либо вошли в состав районов и сельсоветов Ленинградской области, либо были переданы районам города Ленинграда или районам, входящим в подчинение Ленсовета.
Уездный город — Санкт-Петербург / Петроград / Ленинград.

## Географическое положение
Уезд располагался в северной части одноимённой губернии, опоясывая уездный город со всех сторон и выходя за его чертой на побережье Финского залива, где граничил:
- с Выборгской губернией Великого княжества Финляндского на северном берегу залива, от берега которого граница уезда, губернии и Европейской России уходила на север по реке Сестре, за её истоки и в конце концов подходила к Шлиссельбургскому уезду;
- с Царскосельским уездом на южном берегу залива, откуда граница с Петроградским уездом шла сначала на юг, а затем сворачивая на восток.

Таким образом, с западной и северной стороны границы Петроградского уезда задавала таможенная граница России с Финляндией; а в остальных частях — границы смежных уездов Петроградской губернии: с востока — Шлиссельбургского, а на юго-западном и южном направлении — Петергофского уезда.
По своим размерам Петроградский уезд был наименьшим среди других уездов одноимённой губернии дореволюционной России. Его площадь в 1897 году исчислялась в 1734,4 квадратных вёрст; при пересчёте в вёрсты цифра 180 667 десятин, указанная в сборнике Центрального статистического комитета за 1916 год, даёт ту же цифру в вёрстах, что соответствует около 1974 км².
По состоянию на 1926 год площадь уезда возросла до 5843 км².

## История
Первым крупным поселением на этой территории являлась шведская крепость Ландскрона. (Впоследствии — город Ниен и крепость Ниеншанц). Когда эти земли были завоёваны Петром I, они вошли в состав Ингерманладской губернии (с 1710 — Санкт-Петербургской).

### В составе Российской империи
Уезд был образован в составе губернии при упразднении дистриктов в 1727 году как часть Санкт-Петербургской провинции. 
В 1914 году в связи с началом Первой мировой войны уезд вслед за своим центром Санкт-Петербургом был переименован в Петроградский.

### При советской власти
После Октябрьской социалистической революции в северной части уезда некоторое время существовала республика Северная Ингерманландия. 
Постановлением Президиума ВЦИК от 14 февраля 1923 года в состав Петроградского уезда вошла территория упразднённого Шлиссельбургский уезда.
В начале 1924 года город Петроград был переименован в Ленинград, а уезд — в Ленинградский.
Постановлением Президиума ВЦИК от 1 августа 1927 года в ходе реформирования административно-территориального деления Ленинградская губерния и все её уезды были упразднены. Территория Ленинградского уезда вошла в состав Ленинградского округа Ленинградской области. Городской совет Ленинграда был непосредственно подчинён  областному  исполнительному  комитету.

## Административное деление

### До 1918 года
Вплоть до 1918 года в составе уезда было 17 волостей:
| Карта уезда      | Волость                  | Адм. центр             | Стан | Крестьянской земли, десятин | Селений | Дворов | Численность, душ | Численность, душ | Численность, душ | Некрес- тьян- ских дворов |
| Карта уезда      | Волость                  | Адм. центр             | Стан | Крестьянской земли, десятин | Селений | Дворов | м                | ж                | всего            | Некрес- тьян- ских дворов |
| ---------------- | ------------------------ | ---------------------- | ---- | --------------------------- | ------- | ------ | ---------------- | ---------------- | ---------------- | ------------------------- |
|                  | Александровская          | село Михаила Архангела | гпу  | 20                          | 1       | 130    | 491              | 639              | 1130             | 17                        |
| Белоостровская   | Белоостров               | 2                      | 4266 | 13                          | 542     | 1330   | 1474             | 2804             | 109              |                           |
| Вартемякская     | д. Вартемяки             | 3                      | 4166 | 10                          | 488     | 1098   | 1251             | 2349             | 95               |                           |
| Коркомякская     | д. Луккаримяки           | 3                      | 3806 | 34                          | 399     | 997    | 1012             | 2009             | 20               |                           |
| Куйвозовская     | д. Хиримяки / Куйвози    | 3                      | 2418 | 27                          | 269     | 706    | 745              | 1451             | 34               |                           |
| Лемболовская     | д. Лемболова             | 3                      | 3226 | 19                          | 416     | 1152   | 1168             | 2320             | 60               |                           |
| Московская       | СПб                      | гпу                    | 5880 | 17                          | 495     | 1503   | 1535             | 3038             | 228              |                           |
| Муринская        | с. Мурино                | 2                      | 1716 | 8                           | 438     | 906    | 897              | 1803             | 13               |                           |
| Новосаратовская  | с. Новосаратовка         | гпу                    | 2129 | 1                           | 120     | 1165   | 1069             | 2234             | —                |                           |
| Осинорощинская   | д. Юкки                  | 2                      | 2301 | 11                          | 347     | 899    | 937              | 1836             | 216              |                           |
| Парголовская     | д. Парголово 2-е         | 1                      | 2433 | 7                           | 473     | 1273   | 1452             | 2725             | 626              |                           |
| Полюстровская    | д. Полюстрово / Исаковка | гпу                    | 1189 | 12                          | 219     | 545    | 571              | 1116             | 468              |                           |
| Рыбацкая         | с. Рыбацкое              | гпу                    | 2639 | 4                           | 419     | 1592   | 1738             | 3330             | >200             |                           |
| Сестрорецкая     | с. Сестрорецк            | 2                      | 6833 | 2                           | 1261    | 4462   | 4111             | 8573             | >100             |                           |
| Средне-Рогатская | с. Средняя Рогатка       | 1                      | 865  | 1                           | 52      | 537    | 578              | 1115             | ?                |                           |
| Стародеревенская | с. Новая Деревня         | гпу                    | 3290 | 13                          | 681     | 1459   | 1591             | 3050             | >220             |                           |
| Усть-Ижорская    | с. Усть-Ижора            | 1                      | 3594 | 2                           | 338     | 908    | 956              | 1864             | ?                |                           |

Деление на волости в уезде не совпадало с делением на податные участки. По справочнику «Весь Петроград» за 1917 год на территории Петроградского уезда их было создано 12:
1. Шлиссельбургский пригородный полиц. уч. от границы города по Шлиссельбургскому тракту левого берега р. Невы до Московской ул., по Московской ул. до линии Никол. ж.д. по сей последней до границы города Заводской ул., и за линией Никол. ж.д., захватывая Нобелевский городок, по границам Лютеранского кладб., включая деревню Волково и по наб. р. Волковки, составляющей границу города и уезда.
2. Лесной полиц. уч. и посёлок Удельная.
3. Б. Охта, М. Охта до Суворовской ул., часть Охтенского  пригородного полиц. уч., расположенного в Петроградском уезде.
4. Южная часть Петроградского, расположенная между границей города, Путиловской веткой ж.д., линией Балтийской ж.д. и р. Екатерингофкой.
5. По левому берегу р. Невы (Шлиссельбургский тракт) от Московской ул. до территории Обуховского завода по Ново-Александровской ул. и Большому пр. Александровской фермы до линии Никол. ж.д. и по сей последней до пересечения с Московской ул.
6. Село Александровское, село Ново-Александровское, колония при станции «Обухово» Никол. ж.д., деревня Мурзинка, Бугорки, село Рыбацкое, станция «Славянка» Никол. ж.д. и вся Усть-Ижорская волость.
7. Новодеревенский пригородный участок за исключением части, включённой в 32-й городской податной участок, в которой [так в тексте] входят пригородные посёлки: Новая Деревня, Коломяги, а также Стародеревенская волость, Лахта, Ольгино, Раздельная, Каупиловка, Горская и Александровская.
8. Город Сестрорецк с Курортом и дачные посёлки: Ермоловская, Школьное, Дюны, Разлив, Тарховка, а также волости — Сестрорецкая, Белоостровская, Лемболовская и Кормягская.
9. Палюстровский пригородный полиц. уч. с Палюстровской волостью, а также слободы Горская и Ржевская, составляющие часть 1-го стана Петроградского уезда.
10. Остальная часть М. Охты, часть Шлиссельбургского и Александровского пригородных полицейских участков, расположенных на правом берегу Невы, Рыбацкая и Новосаратовская волости.
11. Часть Петроградского уезда, расположенная между Путиловской веткой ж.д. и границей уезда с одной стороны и берегом Финского залива и линией Никол. ж.д. — с другой стороны.
12. Парголовская волость с дачными посёлками: Озерки, Шувалово, Парголово 1-е, 2-е и 3-е, Левашово, Графская, Дибуны, Юкки, Старожиловка, Заманиловка и Кабаловка, а также волости — Куйвозовская, Вартемягская и Муринская[8].

### В 1918–27 годах
Изменение числа волостей в Петроградском уезде (по Краеведческому справочнику 1925 года):
- 1921 год — 17 (в Шлиссельбургском — 14)
- 1922 год — 11 (в Шлиссельбургском — 10)
- 1923 год — 13 (после объединения Петроградского и Шлиссельбургского)
- 1924 год — 8 (уезд переименован в Ленинградский)

В 1925 году в состав Ленинградского уезда входило 8 волостей и 2 сельских района:
- Ленинская (ст. Всеволожская),
- Лезьинская,
- Путиловская,
- Токсовская,
- Октябрьская (Усть-Ижора),
- Урицкая,
- Парголовская,
- Куйвозовская (Грузино),
- Сельский район гор. Сестрорецка (без городского населения)
- Сельский район гор. Шлиссельбурга (без городского населения)

В 1927 году в Ленинградском уезде было 6 волостей:
- Куйвозовская,
- Ленинская,
- Мгинская,
- Парголовская,
- Октябрьская,
- Ульяновская,
- Урицкая.

## Население
По данным переписи П. И. Кёппена 1848 года в Санкт-Петербургском уезде проживали: ижора — 1241 чел., эвремейсы — 6725 чел., савакоты — 3718 чел., финны — 1092 чел., немцы — 1977 чел. Всего 14 753 человек национальных меньшинств, русское население данной переписью не учитывалось.
По данным переписи 1897 года в уезде и Петербурге проживало 1 317 885 чел. (из них сельское население — 52 965 чел.)
В том числе русские — 85,4%, немцы — 4,0%, финны (финляндские и ингерманландские) — 2,9%, поляки — 2,8%. В Санкт-Петербурге проживали 1 264 920 чел.
По сведениям, приводимым в Энциклопедии Брокгауза и Ефрона, в населении губернии, за исключением Петербурга, православные составляли 78,4%, лютеране 17%, римско-католики 2,4%, раскольники 1,6%; остальные 0,6% — евреи, магометане и армяно-григориане.
Национальный состав сельского населения уезда в 1920 году:
- Великороссы — 31 939
- Украинцы — 30
- Белорусы — 71
- Поляки — 924
- Литовцы — 205
- Латыши — 490
- Немцы — 1951
- Евреи — 276
- Финны — 13 250
- Эсты — 861
- Прочие и неизвестные — 260
- Всего — 50 257 человек.

По итогам всесоюзной переписи населения 1926 года население уезда составило 1 785 624 человек, из них городское — 1 680 706 человек, сельское — 104 918 человек.